# Gåsefjord
Gåsefjord är en fjord i Grönland (Kungariket Danmark).   Den ligger i kommunen Sermersooq, i den östra delen av Grönland, 1 200 km nordost om huvudstaden Nuuk.